# Брадошница
Брадошница (алб. Bradoshnicë) је насељено место у општини Тропоја у округу Кукеш, Албанија. Према попису из 1989. године било је 162 становника.
Брадошница су једно од насеља племена Краснићи.